# アブドゥ・オタイフ
アブドゥ・オタイフ（アラビア語: عبده إبراهيم عطيف、Abdoh Otaif、1984年4月2日 - ）は、サウジアラビアのサッカー選手。元サウジアラビア代表。ポジションはMF。

## クラブ歴
2002-03シーズンにアル・シャバブ・リヤドのメンバーとなり、2003-04シーズンに初出場した。当時は20歳であったが弱冠にしてサウジ・プレミアリーグを制覇した。

## 代表歴
2004年に代表初出場。その後、AFCアジアカップ2007、2010 FIFAワールドカップ・アジア予選、AFCアジアカップ2011の際にメンバー入りをしている。代表最終戦となったのはAFCアジアカップ2011のグループBでの日本代表戦であった。

## 個人
彼の兄弟もまたサッカー選手である。1つ上の兄、アハメド・オタイフもサウジアラビア代表で彼と共にAFCアジアカップ2011の際メンバーに選出された。すぐ下の弟のアリ・オタイフもサッカー選手で、更に下の弟のサクル・オタイフもサッカー選手である。一番下の弟のアブドッラー・オタイフもサッカー選手でサウジアラビア代表である。

## タイトル

### クラブ
アル・シャバブ・リヤド
- サウジ・プレミアリーグ: 2004, 2006

準優勝: 2005
- キングスカップ: 2008, 2009
- プリンス・ファイサル・ビン・ファハド・リーグU-21: 2009, 2010
- クラウンプリンスカップ:

準優勝: 2009
アル・ナスル
- サウジ・プレミアリーグ: 2013-14
- クラウンプリンスカップ: 2013-14

### 代表
- AFCアジアカップ

準優勝: 2007